# Pradines (Lot)
Pradines è un comune francese di 3 544 abitanti situato nel dipartimento del Lot nella regione dell'Occitania.

## Società

### Evoluzione demografica
Abitanti censiti